# Grzempach
 Grzempach, Grzempy – meteoryt kamienny spadły 3 września 1910 roku we wsi Grzępy w Polsce. 

## Okoliczności upadku
3 września 1910 roku około godziny 15.00 miejscowego czasu, pan Bydołek, gospodarz ze wsi Grzępy, zaobserwował spadającą kulę ognia i usłyszał gwałtowny grzmot przypominający łoskot. Spadający meteoryt ściął kilka gałęzi drzewa i wrył się w ziemię. Natychmiast po odkopaniu go meteoryt był jeszcze tak gorący, że nie dało się go utrzymać w rękach. Był to pojedynczy okaz wielkości pięści o masie 690 gramów, o okrągłym kształcie. Meteoryt był pokryty otoczką opalenizny i wykazywał ślady rozłamu jeszcze dwóch fragmentów. Jeden mógł odpaść w czasie przelotu przez atmosferę, a  drugi podczas uderzenia o drzewo lub ziemię. Pozostałych fragmentów nie znaleziono. W miejscu upadku wyczuwalny był zapach palonej siarki. Obecnie cały okaz meteorytu Grzempach można oglądać w zbiorach Muzeum Geologicznego PAN w Krakowie.